# Nielles-lès-Bléquin
Nielles-lès-Bléquin (Nederlands: Nieles) is een gemeente in het Franse departement Pas-de-Calais (regio Hauts-de-France). De plaats maakt deel uit van het arrondissement Sint-Omaars. Nielles-lès-Bléquin telde op 1 januari 2022 913 inwoners.

## Geografie
De oppervlakte van Nielles-lès-Bléquin bedroeg op 1 januari 2022 12,72 vierkante kilometer; de bevolkingsdichtheid was toen 71,8 inwoners per km².

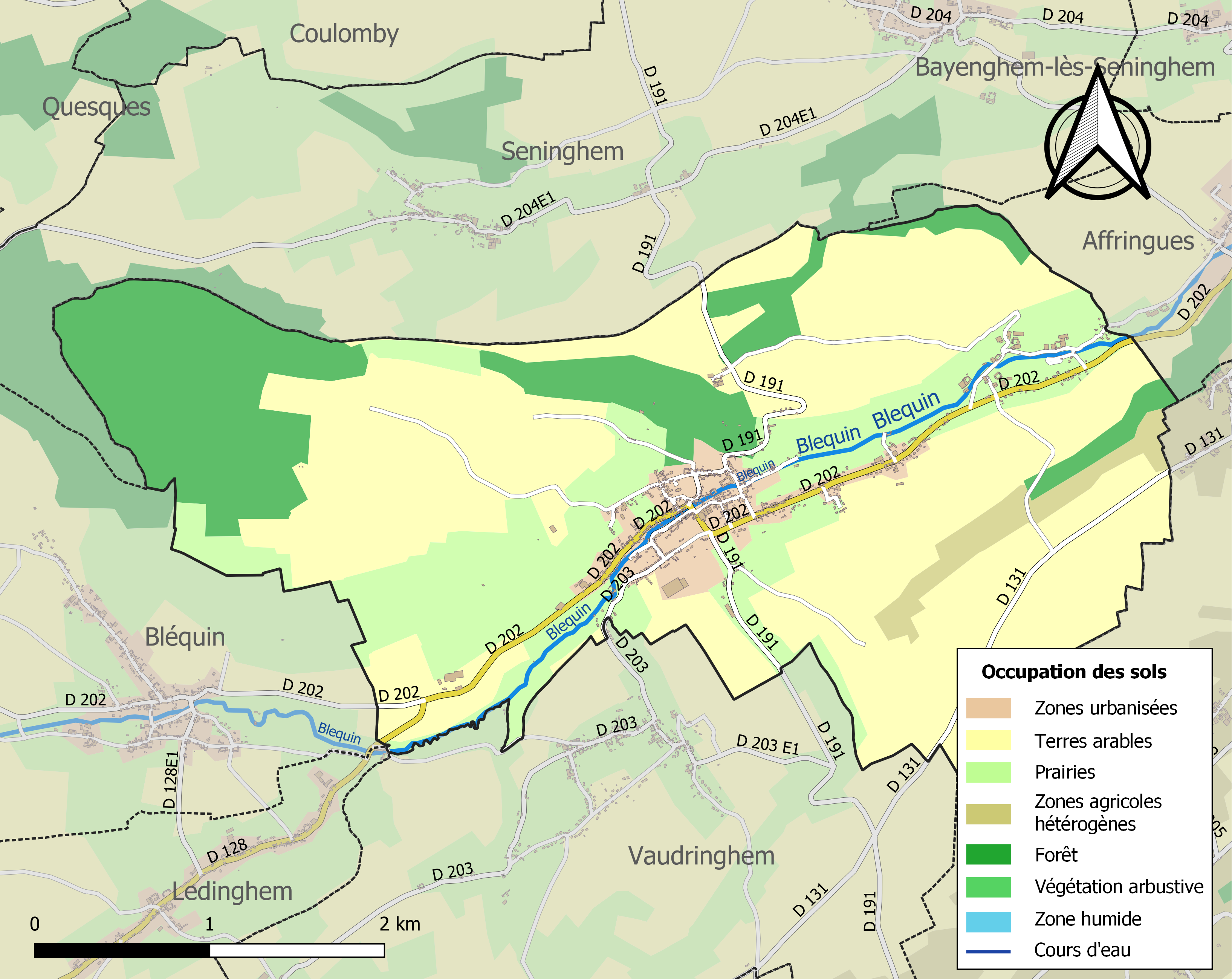
Kaart van de gemeente met belangrijkste infrastructuur, bodemgebruik en omliggende gemeenten

## Demografie
Onderstaande figuur toont het verloop van het inwonertal (bron: INSEE-tellingen).